# Если твоя девушка — зомби
«Если твоя девушка — зомби» (англ. Life After Beth; дословно — «Жизнь после Бет») — американская зомби-комедия режиссёра Джеффа Бэены. Премьера состоялась 19 января 2014 года на кинофестивале Сандэнс. В России фильм вышел 11 сентября 2014 года.

## Сюжет
Бет — подруга Зака, которая после смерти становится зомби. Она возвращается в дом родителей и пытается продолжить нормальную жизнь, но её новые привычки делают это невозможным.

## В ролях
- Обри Плаза — Бет Слокам
- Дейн Дехан — Зак Орфман
- Джон Си Райли — Маури Слокам
- Молли Шэннон — Джини Слокам
- Шерил Хайнс — Джуди Орфман
- Пол Райзер — Ноа Орфман
- Мэттью Грей Гублер — Кайл Орфман
- Анна Кендрик — Эрика Вексер
- Пол Вайц — мистер Левин
- Алия Шокат — Роз
- Адам Палли — Дайнер Соммелье
- Джим О’Хейр — Чип
- Гарри Маршалл — дедушка Орфман
- Томас Макдонелл — Дэн

## Отзывы
Фильм получил смешанные отзывы кинокритиков. На сайте Rotten Tomatoes у картины 44 % положительных рецензий из 87. На Metacritic — 50 баллов из 100 на основе 30 отзывов.

## Награды и номинации
| Год  | Награда                            | Категория                    | Номинант      | Результат |
| ---- | ---------------------------------- | ---------------------------- | ------------- | --------- |
| 2014 | BloodGuts UK Horror Awards         | Лучшая актриса второго плана | Анна Кендрик  | Номинация |
| 2014 | BloodGuts UK Horror Awards         | Лучший актёр второго плана   | Джон Си Райли | Номинация |
| 2014 | Эдинбургский кинофестиваль         | Audience Award               | Джефф Бэйна   | Номинация |
| 2014 | Rondo Hatton Classic Horror Awards | Лучший независимый фильм     | Джефф Бэйна   | Номинация |
| 2014 | Сандэнс                            | Dramatic                     | Джефф Бэйна   | Номинация |
| 2015 | Fangoria Chainsaw Awards           | Лучший сценарий              | Джефф Бэйна   | Номинация |